# Tony Collins (allenatore di calcio)
Anthony Norman Collins, detto Tony (Kensington, 19 marzo 1926 – 8 febbraio 2021) è stato un calciatore e allenatore di calcio inglese, di ruolo attaccante.

## Biografia
Nacque a Londra nel 1926 da madre di 17 anni e padre ignoto, crescendo con i nonni materni. Quando nel giugno del 1960 venne ingaggiato come allenatore del Rochdale, nella quarta divisione inglese, divenne il primo manager di pelle nera ad essere mai stato ingaggiato da un club professionistico inglese (e sarebbe rimasto l'unico fino al 1993, quando Keith Alexander venne ingaggiato dal Lincoln City).

## Caratteristiche tecniche

### Giocatore
Giocava da ala sinistra.

## Carriera

### Giocatore
Inizia a giocare in vari club dilettantistici londinesi; nel 1944, quando stava per essere ingaggiato dai professionisti del Brentford, venne arruolato dall'esercito per combattere nella Seconda guerra mondiale; nel 1947, terminato il servizio militare, venne ingaggiato dallo Sheffield Weds, club della seconda divisione inglese, con cui rimase fino al 1949 senza tuttavia mai giocare in partite ufficiali. Fece il suo esordio nel calcio professionistico inglese nella stagione seguente, nella quale realizzò un gol in 10 partite nello York City, club di terza divisione. Giocò in questa categoria anche tra il 1950 ed il 1953, con la maglia del Watford, con cui totalizzò 90 presenze ed 8 reti per poi passare al Norwich City, club con il quale nell'arco di due stagioni mise a segno 2 reti in 29 presenze sempre nella terza divisione inglese.
Tra il 1955 ed il 1957 veste la maglia del Torquay Utd, salvo poi trascorrere la seconda parte della stagione 1956-1957 nuovamente al Watford; dal 1957 al 1959 gioca al Crystal Palace (diventando il primo calciatore di colore nella storia del club), con cui nella stagione 1957-1958 gioca in terza divisione e nella stagione 1958-1959 in quarta divisione; infine, dal 1959 al 1961 gioca in quarta divisione con il Rochdale.
In carriera ha segnato complessivamente 47 gol in 333 partite nei campionati professionistici inglesi.

### Allenatore
Nell'estate del 1960 il Rochdale, club nel quale stava ancora giocando, lo ingaggia come allenatore della squadra; nella stagione 1961-1962 riesce a raggiungere la finale della Coppa di Lega inglese, perdendola contro il Norwich City: si tratta della prima (ed unica) finale di un trofeo maggiore mai disputata dal Rochdale nella propria storia e, in generale, di una delle sole due squadre di quarta divisione ad aver mai raggiunto la semifinale di tale competizione. Rimane al Rochdale anche negli anni successivi, dimettendosi dall'incarico nel settembre del 1967 e senza essere riuscito a trovare ulteriori incarichi come allenatore. Nel 1967 viene ingaggiato dal Bristol City come scout, e, poco tempo dopo, va a ricoprire il medesimo incarico al Leeds Utd alle dipendenze di Don Revie, in uno dei periodi di maggior successo della storia del club. Quando Revie lascia il Leeds per diventare commissario tecnico della nazionale inglese, porta con sé anche Collins, con l'incarico di fare da osservatore e realizzare report sulle formazioni avversarie.
Nel 1976 lascia l'incarico in nazionale per diventare vice di Alan Dicks al Bristol City, in seconda divisione inglese; ricopre tale ruolo anche nelle successive tre stagioni, nelle quali i biancorossi giocano nella prima divisione inglese. All'inizio della stagione 1980-1981, disputata in Second Division a seguito della retrocessione dell'annata precedente, subentra a stagione in corso a Dicks dopo l'esonero di quest'ultimo, allenando il club fino all'ingaggio di Bob Houghton come nuovo allenatore del club: a questo punto, Collins lascia dunque la squadra, per diventare il responsabile dello scouting del Manchester Utd, ruolo che ricoprirà fino al 1986, quando Alex Ferguson diventa allenatore dei Red Devils: Collins, a questo punto, torna a lavorare come scout al Leeds, ruolo che ricoprirà fino al 2003, all'età di 77 anni.